# Cyclolabus lobatus
Cyclolabus lobatus là một loài tò vò trong họ Ichneumonidae.